# Grotte d'Amutxate
La grotte d'Amutxate est un site archéologique situéproche de la commune de Larraun (communauté forale de Navarre) dans la communauté du Pays basque en Espagne,. 
La grotte se trouve dans le massif d'Aralar. Il existe trois grottes portant le même nom : Amutxate I et Amutxate II, d'une part, et AM3, d'autre part, qui appartient au site lui-même. Elle est située dans la zone où se rassemblent les eaux de la source d'Aitzarreta (rivière Larran), dans le synclinal central d'Aralar, formé par des calcaires récifaux du Crétacé inférieur.
Elle a été classée bien d'intérêt culturel.

## Découverte

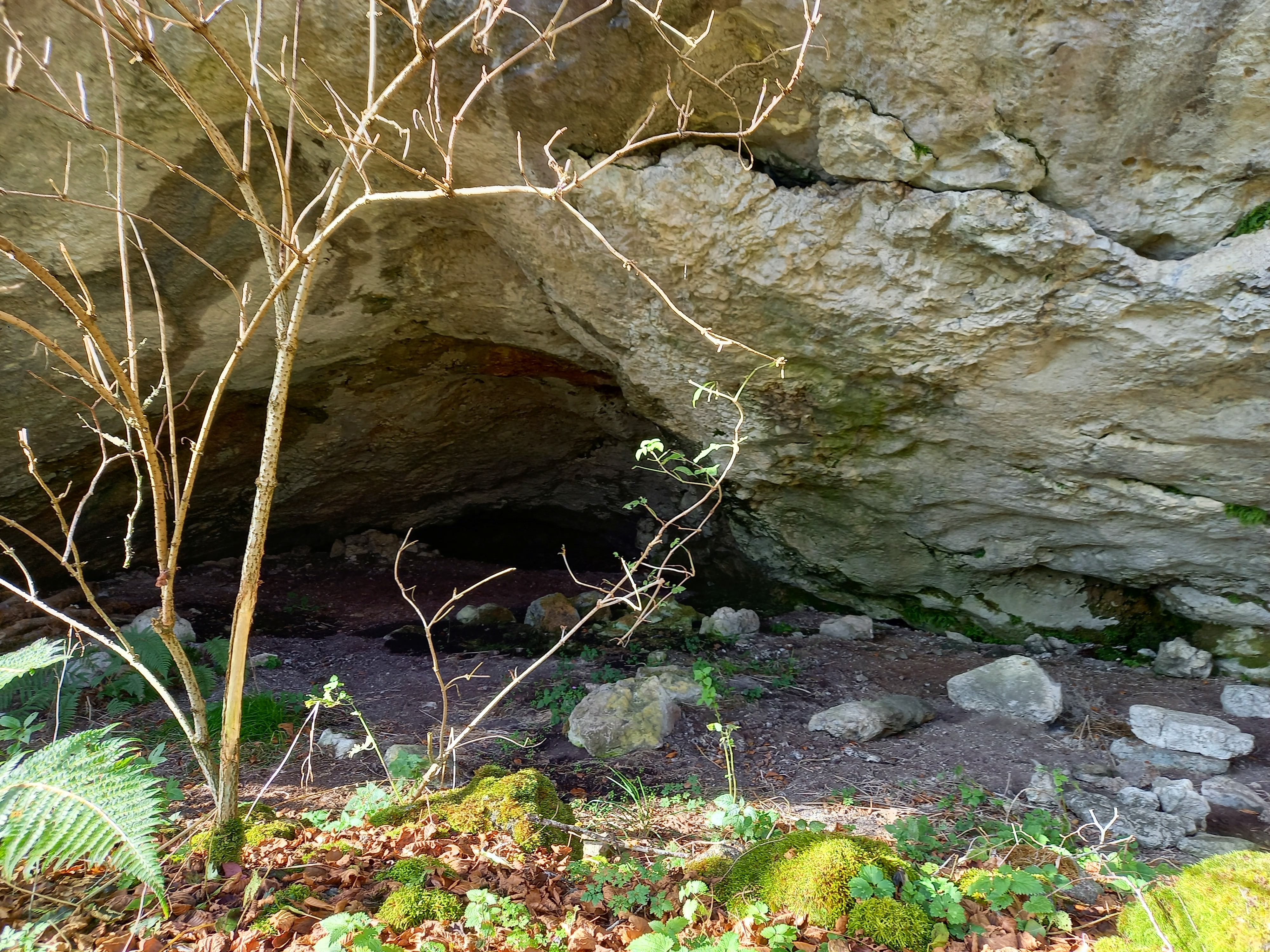
entrée d'Amutxate II.

La grotte est connue pour la découverte en 1998 d'un fossile d'ours des cavernes (Ursus spelaeus) datant d'environ 40 000 ans. C'est l'un des meilleurs sites de ce type en Europe, il présente une grande richesse paléontologique, il est une référence pour l'étude de sites similaires et il est intact.
Après avoir réalisé des études spéléologiques et des travaux de protection, la grotte a été fermée et 5 campagnes de fouilles y ont été réalisées, dirigées par le professeur Trinidad de Torres Pérez Hidalgo de l'Université Polytechnique de Madrid, qui ont fourni des informations uniques sur la population d'ours des cavernes d'Aralar et les caractéristiques paléoclimatiques de la situation à cette époque.
La grotte AM3 a été découverte par le groupe de spéléologie de Satorrak en 1988, et a suscité de grands espoirs, compte tenu de sa situation géologique et de l'observation d'un fort courant de vent émanant de l'intérieur. Ce n’était qu’une fissure, mais, selon toute apparence, il y avait une continuité. Ils ont passé les six années suivantes à essayer d’ouvrir une entrée, en utilisant divers moyens.
En 1995, ils ont surmonté tous les obstacles et sont arrivés dans une salle spacieuse. Ils ont trouvé le squelette complet d'un ours et ont réalisé une topographie de toute la grotte. Les années suivantes ont été consacrées à étudier attentivement la grotte et à effectuer des travaux pour la protéger. Finalement, en 1998, l'enceinte a été installée et l'entrée a été adaptée pour faciliter la circulation des experts. Les campagnes de fouilles ont débuté en 1999 et les découvertes ont été annoncées en 2004.
La grotte mesure 130 m de profondeur et 450 m de largeur. Elle est composée de trois parties : l'entrée, la salle GES (salle de réception) et la zone verticale.

## Site archéologique
Elle a été déclarée Site du Patrimoine Paléontologique de Navarre et fait partie des 144 Global Geosites de España (es), dans trois contextes : les populations d'ours des cavernes de la péninsule ibérique ; Populations d'ours des cavernes à Aralar et un contexte temporel.
Le site de la grotte d'Amutxate est le premier à être découvert en Navarre. Des restes ont également été trouvés dans la grotte de Troskaeta à Aralar, appartenant à des animaux aux caractéristiques morphologiques et métriques similaires à celles d'Amutxate, animaux adaptés à la vie dans des zones karstiques accidentées, mais dans le cas de Troskaeta, appartenant à une sous-espèce. Dans le cas de l'Amutxate, deux populations ont été identifiées, car il a été utilisé à deux périodes différentes, et l'un des squelettes les plus complets d'Europe a été retrouvé, avec 80 % de sa taille récupérée. Il a été nommé Mari et constitue un trésor dans les archives paléontologiques européennes.

### Les principaux résultats des fouilles d'Amutxate
- 14 700 os et dents, ours des cavernes (Ursus spelaeus).
- 1500 dents, la plupart de rongeurs (à déterminer)
- 36 os et dents, la plupart herbivores
- 35 dents et os, les plus petits carnivores (à déterminer)
- 2-(répartition des os d'ours)
- dents : 3 500 pièces.
- griffes : 1 000
- os longs : 900
- côtes : 1 450
- vertèbres : 750
- crânes : 900 (dont 8 presque complets)

autre : 100
Au total, au moins 203 animaux (117 oursons et 85 oursons jeunes et adultes) ont utilisé la grotte pour passer l'hiver pendant des milliers d'années et y sont morts. À cet égard, le gisement d'Amutxate ne peut être considéré comme un « instantané » d'une courte période de temps, ni comme représentatif d'une « population » au sens biologique, c'est-à-dire d'un groupe d'animaux de la même espèce vivant dans une zone. Compte tenu des caractéristiques comportementales des ours, la population d'ours dans les grottes d'Amutxate reflète une période d'occupation du biotope, y compris la grotte, sur une période de bien plus de 10 000 ans.
Très peu de traces de présence humaine ont été retrouvées.